# Землетрясение в Камакуре (1293)
Землетрясение в Камакуре — землетрясение, произошедшее 27 мая 1293 года в 06:00 по местному времени с магнитудой примерно 7,1—7,5 Mw. Землетрясение вызвало цунами. Количество погибших оценивается в 23 024. В результате землетрясение серьёзно пострадал город Камакура.
Было высказано предположение, что в результате землетрясение цунами не было, однако в 2008 году Институт сейсмологических исследований Токийского университета обнаружил отложение цунами, которое по возрасту соответствует землетрясению.